# 밋 쫀
밋 쫀(베트남어: mít trộn)은 베트남의 잭프루트 요리이다. 베트남 남중부의 꽝남, 꽝응아이, 다낭 전통 음식으로, 부드럽게 삶은 풋잭프루트를 삼겹살, 새우, 돼지껍데기와 버무려 내는 음식이다. 땅콩, 샬롯 튀김, 라우람과 민트 등 허브, 느억 맘 등도 흔히 곁들여진다. 가벼운 식사나 길거리 음식으로 먹는다.

## 같이 보기
- 구득